# Marlyn Meltzer
Marlyn Wescoff Meltzer (Philadelphia, 1922 – Yardley, 4 december 2008) was een Amerikaans wiskundige. Ze was een van de zes oorspronkelijke programmeurs van de ENIAC, de eerste programmeerbare elektronische computer.
De andere vijf programmeurs waren Kathleen Antonelli Jean Bartik, Betty Holberton, Frances Spence
en Ruth Teitelbaum.
Ze werd geboren als Marlyn Wescoff in Philadelphia (Verenigde Staten) en studeerde in 1942 af in de wiskunde aan de Temple Universiteit. Later datzelfde jaar ging ze aan de slag aan de Moore School of Electrical Engineering van de Universiteit van Pennsylvania om weersberekeningen te maken, voornamelijk omdat ze goed wist hoe ze met rekenmachines moest omgaan. In 1943 werd ze ingehuurd om ballistiektrajecten te berekenenIn die tijd werd dat nog gedaan met behulp van mechanische tafelrekenmachines en grote stukken papier. In 1945 werd Meltzer uitgekozen om deel uit te maken van de eerste groep ENIAC-programmeurs samen met Kathleen Antonelli, Jean Bartik, Betty Holberton, Frances Spence and Ruth Teitelbaum.

## ENIAC
De ENIAC werd op 14 februari 1946 onthuld aan het grote publiek.
Indertijd werd weinig aandacht besteed aan de bijdrage die de vrouwen die aan de computer hadden gewerkt, hadden geleverd. De ENIAC werd zo net na de Tweede Wereldoorlog een enorm belangrijke machine. De mannelijke technici die de computer hadden gebouwd werden beroemd. De vrouwen die de computer bedienden raakten in de vergetelheid. Meltzer nam in 1947 ontslag om te trouwen. Later dat jaar werd de ENIAC verplaatst naar de Aberdeen Proving Grounds.

## Eerbetoon
In 1997 werd In 1997 werd Meltzer opgenomen in de Women in Technology International Hall of Fame samen met de andere vijf oorspronkelijke ENIAC-programmeurs. Deze onderscheiding was in 1996 ingesteld door de WITI om de bijdrage die vrouwen leveren aan wetenschap en technologie te (h)erkennen, eren en promoten.
Meltzers werk aan de ENIAC en de Universiteit van Pennsylvania werd later erkend in de documentaire Top Secret Rosies: The Female "Computers" of WWII uit 2010.